# وال‌ماهی‌سانان
وال‌ماهی‌سانان (نام علمی: Cetomimiformes) نام یک راسته از فرورده تکمیل‌استخوانان است.